# بوب براون (مقدم تلفزيوني)
بوب براون (بالإنجليزية: Bob Braun)‏ هو مقدم تلفزيوني أمريكي، ولد في 20 أبريل 1929 في لودلو في الولايات المتحدة، وتوفي في 15 يناير 2001 في سينسيناتي في الولايات المتحدة.

## وصلات خارجية
- بوب براون على موقع IMDb (الإنجليزية)
- بوب براون على موقع ميوزك برينز (الإنجليزية)
- بوب براون على موقع ديسكوغز (الإنجليزية)
- بوب براون على موقع قاعدة بيانات الفيلم (الإنجليزية)